# Maria Procházková
Maria Procházková (Praga, 1975) é uma animadora e cineasta tcheca.
Neta do roteirista e escritor Jan Procházka, estudou animação na Academia de Cinema de Praga até 1998. Dirigiu uma série de curta-metragens e trabalhos para a televisão até lançar o longa Zralok v hlave, em 2004.

## Filmografia
- 2008 - Kdopak by se vlka bál

Prêmio da Mostra Geração no Festival do Rio de 2009
- 2004 - Zralok v hlave

Prêmio de melhor filme no Festival de Plzeň